# Rock and Roll Music
 Rock and Roll Music ist ein Rock-’n’-Roll-Song von Chuck Berry, der 1957 als Single veröffentlicht wurde und in den amerikanischen Charts bis auf Rang 8 stieg. Das Stück wurde von zahlreichen Musikern gecovert, darunter 1964 von The Beatles und 1976 von den Beach Boys.

## Hintergrund

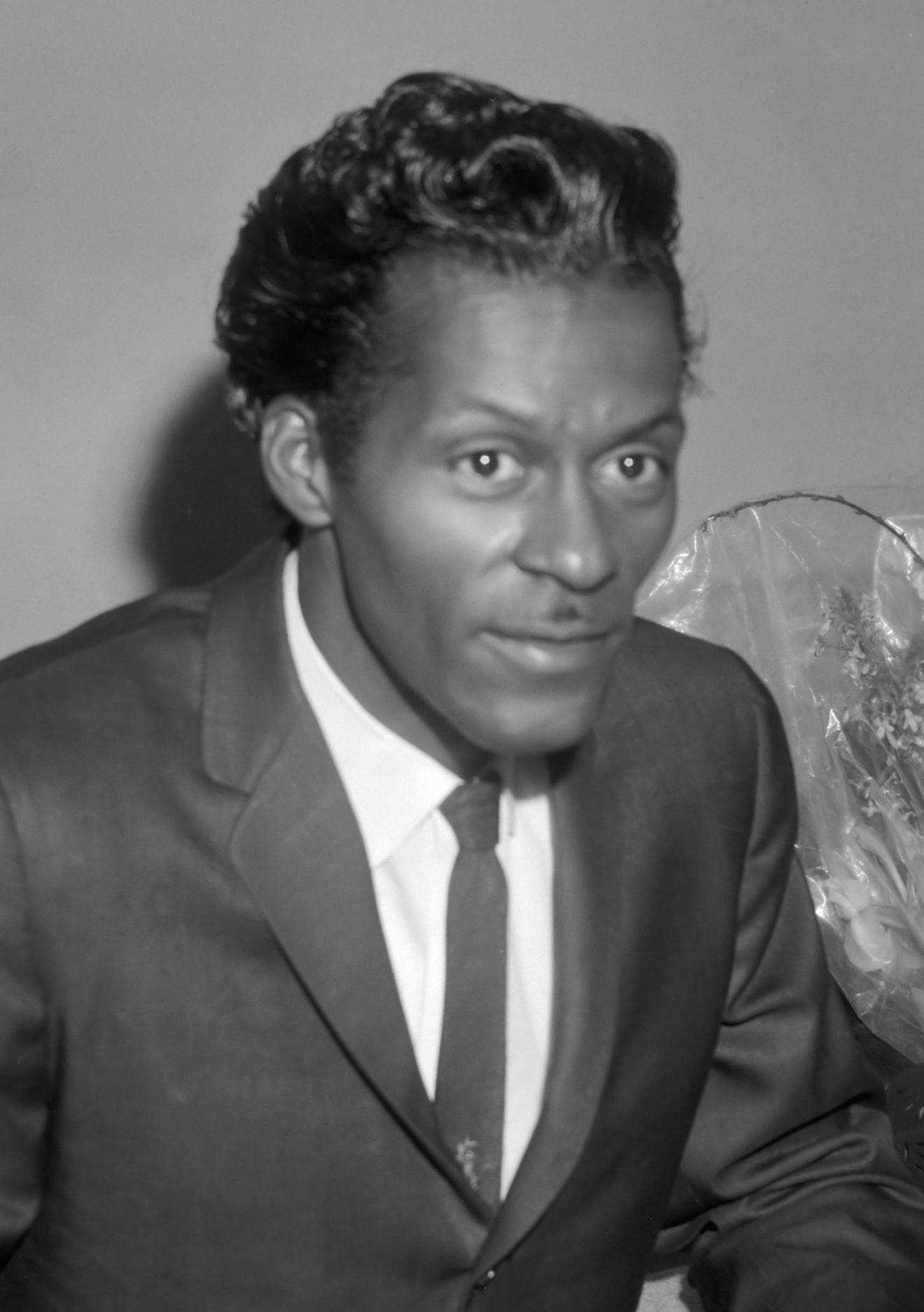
Chuck Berry, 1965

Chuck Berry schrieb das Lied 1957. Im Mai desselben Jahres wurde es in Chicago, wahrscheinlich in den Universal Studios, von ihm eingespielt. Produzent der Aufnahme waren Leonard und Phil Chess. Berry selbst spielte Gitarre und übernahm den Gesang, begleitet wurde er von Lafayette Leake am Klavier, Willie Dixon am Kontrabass und Fred Below am Schlagzeug.
Er veröffentlichte das Lied als Single mit der B-Seite Blue Feeling im September 1957; die Platte erreichte Platz 8 in den US-amerikanischen Charts. Im März 1958 erschien Berrys Studioalbum One Dozen Berrys, auf dem sich ebenfalls Rock and Roll Music befindet.

## Coverversionen
Rock and Roll Music wurde als erfolgreicher Charthit zahlreich gecovert, darunter von den Beatles und den Beach Boys. Auf secondhandsongs.com fanden sich im Februar 2022 insgesamt 88 Coverversionen, auf cover.info waren es 64 Versionen.

### Aufnahme der Beatles
Die Beatles hatten Rock and Roll Music zwischen 1959 und 1966 in ihrem Repertoire. Der Song wurde am 18. Oktober 1964 in den Londoner Abbey Road Studios mit dem Musikproduzenten George Martin in einem Take aufgenommen; Norman Smith war der Toningenieur. Die Abmischung des Liedes erfolgte am 26. Oktober in Mono und am 4. November in Stereo. 
Besetzung
- John Lennon: Rhythmusgitarre, Gesang
- Paul McCartney: Bass
- George Harrison: Akustikgitarre
- Ringo Starr: Schlagzeug
- George Martin: Klavier

Am 13. November 1964 erschien in Deutschland das sechste Beatles-Album Beatles for Sale, auf dem Rock and Roll Music enthalten ist. In Großbritannien wurde das Album am 4. Dezember 1964 veröffentlicht, dort war es das vierte Beatles-Album. In den USA wurde Rock and Roll Music am 15. Dezember 1964 auf dem dortigen siebten Beatles-Album Beatles ’65 veröffentlicht.
Am 22. Februar 1965 wurde in Deutschland die Beatles-Single Rock and Roll Music / I’m a Loser veröffentlicht, die Platz zwei in den deutschen Charts erreichte. In Deutschland erschien im März 1965 die EP The Beatles’ Music, auf der sich ebenfalls Rock and Roll Music befindet. In Großbritannien wurde am 6. April 1965 die EP Beatles for Sale veröffentlicht, auf der sich Rock and Roll Music befindet. Für BBC Radio nahmen die Beatles unter Live-Bedingungen eine weitere Fassung von Rock and Roll Music auf, die am 28. Februar 1964 im Londoner Number One Studio im BBC Piccadilly Theatre eingespielt wurde und am 28. November 1994 auf dem Album Live at the BBC erschien. Am 13. März 1996 wurde Anthology 2 von den Beatles veröffentlicht, auf dem sich eine Liveversion von Rock and Roll Music befindet, die am 30. Juni 1966 im Budokan Hall, Tokio aufgenommen wurde.

### Aufnahme der Beach Boys
1976 nahmen die Beach Boys ihre Version von Rock and Roll Music auf, die ebenfalls als Single erschien und Platz fünf in den US-amerikanischen Charts erreichte. Die Aufnahmen zum Album 15 Big Ones, auf dem sich das Lied Rock and Roll Music befindet, fanden vom 30. Januar bis 15. Mai 1976 in den Brother Studios in Santa Monica, Kalifornien statt. Produzent der Aufnahmen war Brian Wilson. Am 5. Juli 1976 wurde das Album veröffentlicht.
Besetzung
- Mike Love: Gesang, Hintergrundgesang
- Brian Wilson: Synthesizer, Orgel, Klavier, Hintergrundgesang
- Al Jardine: Hintergrundgesang
- Carl Wilson: Hintergrundgesang
- Marilyn Wilson: Hintergrundgesang
- Ed Carter: Gitarre
- Billy Hinsche: Gitarre
- Carol Lee Miller: Autoharp
- Steve Douglas: Saxofon
- Mike Altschol, Dennis Dreith, John J. Kelson, Jack Nimitz: Klarinette und Saxofon
- Gene Estes: Perkussion
- Dennis Wilson: Schlagzeug, Hintergrundgesang

### Weitere Coverversionen
Folgend eine kleine Auswahl:
- Showaddywaddy – Trocadero (1976)[13]
- Spider Murphy Gang – Rock ’n’ Roll (1978)[14]
- Reo Speedwagon – Nine Lives(1979)[15]
- Tom Jones – The Ultimate Collection (1997)[16]
- Bryan Adams – Tracks of My Years (2014)[17]